# Oleksandr Berezhnyi
Oleksandr Berezhnyi (en ucraniano: Олександр Миколайович Бережний; Sukhodilsk, RSS de Ucrania; 8 de diciembre de 1957 – 23 de mayo de 2025) fue un futbolista ucraniano que jugó en las posiciones de defensa y centrocampista.

## Biografía
Nació en la ciudad minera de Tkvarcheli,[4] ubicada en la República Socialista Soviética Autónoma de Abjasia, República Socialista Soviética de Georgia. Con el tiempo, la familia se mudó a la ciudad de Sukhodilsk, región de Lugansk, donde Alexander comenzó a jugar al fútbol. Posteriormente, fue invitado a la Escuela Deportiva Juvenil de Krasnodon, desde donde en 1973 ingresó en el internado deportivo de Lugansk. En Lugansk, su entrenador era un conocido especialista en fútbol, Vyacheslav Pershin.
Gracias a sus exitosas actuaciones en la selección juvenil de la URSS, a finales de 1975 acabó en el Dinamo de Kiev, cuyo cuerpo técnico acababa de empezar a rejuvenecer el equipo. De la plantilla principal del Dinamo de Kiev, logró desbancar al famoso jugador Volodymyr Troshkin. La carrera del joven jugador se desarrolló bastante rápido y ya en 1976 debutó en la selección nacional de la URSS, que en ese momento era entrenada por Nikita Simonyan. Un año después, Berezhnyi ya era el jugador principal del equipo de Kiev, sin el cual era difícil imaginar al equipo del Dinamo. En 1979, Berezhnoy jugó un par de partidos para Ucrania en la Spartakiad de los Pueblos de la URSS. Como parte del Dinamo de Kiev, logró ganar numerosos títulos y, lo que es más importante, pudo convertirse en un destacado maestro de clase mundial, pero debido a las frecuentes lesiones y la violación del régimen, fue expulsado del equipo en 1980. En 1981 sobrevivió a un accidente de tráfico.
Jugó en los clubes de la Segunda División del Campeonato de la URSS.
Luego trabajó como entrenador de niños en la Escuela de Deportes Juveniles Zvezda en Kiev, Ucrania.

## Muerte
Murió el 23 de mayo de 2025 en Kiev.

## Carrera

### Club
| Periodo   | Club                  | Apariciones | Goles |
| --------- | --------------------- | ----------- | ----- |
| 1975      | FC Zorya Luhansk      | 0           | 0     |
| 1976-1981 | FC Dinamo de Kiev     | 97          | 11    |
| 1981-1982 | SC Tavriya Simferopol | 6           | 0     |
| 1983-1984 | CSKA Kyiv             | 15          | 3     |
| 1985-1987 | FC Zirka Kropyvnytsky | 7           | 0     |

### Selección nacional
A nivel de selecciones menores ganó el Campeonato Europeo Sub-18 1976 con Unión Soviética. Jugó para la Unión Soviética en 14 ocasiones de 1976 a 1979; además de dos partidos con Ucrania en 1979.

## Logros

### Club
- Soviet Top League: 1977
- Soviet Cup: 1978

### Selección nacional
- Campeonato Europeo Sub-18: 1976